# Новокузнецький район
Новокузне́цький район (рос. Новокузнецкий район) — муніципальний район Кемеровської області Російської Федерації.
Адміністративний центр — місто Новокузнецьк, яке до складу району не входить і утворює окремий Новокузнецький міський округ.

## Географія
Район розташований у південній частині Кемеровської області (від кордону з Алтайським краєм до кордону з Республікою Хакасія). На північному заході межує з Біловським і Прокоп'євським округами, на північному сході — з Крапивинським і Тісульським округами Кемеровської області, на сході — з Республікою Хакасія, на південному сході — з Міждуріченським міським округом, на півдні — з Таштагольським районом Кемеровської області, на заході — з Алтайським краєм. Район має спільні кордони з міськими округами, які не входять до складу району: Калтанський, Мисківський, Осинниківський.
Основна річка, що протікає по території району — Том, з численними притоками. Також по території району протікає річка Чумиш з її притоками.

## Історія
Кузнецький район був утворений 1924 року в межах Сибірського краю. Площа району склала 33,9 тисяч км², він складався з 18 сільрад з населенням 22835 осіб. 1926 року частина району увійшла до складу новоствореного Гірсько-Шорського національного району. 1932 року район був ліквідований, територія, а це 101 населений пункт у 17 сільрадах, увійшла до складу Сталінської міської ради. 1939 року район відновлено, також був ліквідований Ushcmrj-Шорський національний район, з якого утворились Кузедеєвський, Мисківський та Таштагольський райони. 1956 року ліквідовано Мисківський район, територія увійшла до складу Кузнецького району.
1963 року Кузнецький район перейменовано в сучасну назву, він був укрупнений за рахунок ліквідованих Кропивинського, Осинниківського, Прокоп'євського та Таштагольського районів. 1965 року зі складу району виділено Прокоп'євський, 1983 року — Таштагольський, 1987 року — Осинниківський райони. 1989 року Осинниківський район ліквідовано, територія увійшла до складу Новокузнецького району.
Станом на 2002 рік район поділявся на 2 селищні та 18 сільських рад:
| Поселення                    | Площа, км² | Населення, осіб (2002) | К-ть НП | Населені пункти |
| ---------------------------- | ---------- | ---------------------- | ------- | --- |
| Кузедеєвська селищна рада    | -          | 3762                   | 10      | селище міського типу Кузедеєво, селища Балластний Кар'єр, Гавриловка, Кур'я, Новостройка, Осман, Усть-Тала, Шартонка, Підстрілка, присілок Крута                                              |
| Чистогорська селищна рада    | -          | 4619                   | 2       | селище міського типу Чистогорський, село Славино |
| Атамановська сільська рада   | -          | 5108                   | 5       | село Атаманово, селища Баєвка, Тальжино, Староабашево, станційне селище Тальжино |
| Безруковська сільська рада   | -          | 2377                   | 6       | села Безруково, Боровково, селища Березова Грива, Берензас, Верх-Подобас, Черемза |
| Бенжерепська сільська рада   | -          | 837                    | 7       | села Бенжереп 1-й, Шарово, селища Кандалеп, Кілінськ, Мунай, Урнас, Юла |
| Бунгурська сільська рада     | -          | 4105                   | 11      | село Бунгур, селища 75-й Пікет, 360 км, Загорський, Івановка, Мир, Підгорний, Розсвіт, Южний, присілки Глуховка, Шарап                                                                        |
| Єланська сільська рада       | -          | 2328                   | 4       | село Ашмаріно, селища Єлань, Муратово, Смирновка |
| Ільїнська сільська рада      | -          | 4178                   | 5       | села Бедарьово, Ільїнка, селище Степний, присілки Митино, Шорохово |
| Казанковська сільська рада   | -          | 2399                   | 7       | селища Єрунаково, Іганіно, Казанково, Усково, Успенка, Чичербаєво, станційне селище Єрунаково                                                                                                 |
| Костьонковська сільська рада | -          | 2347                   | 10      | села Березово, Костьонково, селища Алексієвка, Ананьїно, Апанас, Верх-Кінерки, Красний Холм, Новий Урал, присілки Мостова, Талова                                                             |
| Красулинська сільська рада   | -          | 2760                   | 6       | села Анисимово, Красулино, селища Веселий, Тагариш, Недорізово, присілок Жерново |
| Куртуковська сільська рада   | -          | 1356                   | 4       | села Куртуково, Таргай, селища Гавриловка, Кульчани |
| Лисинська сільська рада      | -          | 381                    | 2       | села Велика Сулага, Лис |
| Металургська сільська рада   | -          | 3711                   | 4       | селища Восточний, Металургів, Сєверний, Сметанино |
| Ніколаєвська сільська рада   | -          | 803                    | 6       | селища Білорус, Нижні Кінерки, Ніколаєвка, Рябиновка, Тайлеп, присілок Підгорна |
| Орловська сільська рада      | -          | 1392                   | 8       | села Красна Орловка, Юрково, селища Верхній Калтан, Зарічний, Зелений Луг, Красний Калтан, Федоровка, Чорний Калтан                                                                           |
| Сари-Чумиська сільська рада  | -          | 766                    | 2       | села Бенжереп 2-й, Сари-Чумиш |
| Сидоровська сільська рада    | -          | 2681                   | 12      | села Краснознаменка, Кругленьке, Сидорово, селища Бардіна, Керегеш, Терехино, Тоннель, Чиста Грива, присілки Єсаулка, Курейне, Мала Щедруха, Мокроусово                                       |
| Сосновська сільська рада     | -          | 3179                   | 15      | села Букино, Малиновка, Сосновка, селища Калиновський, Калмиковський, Кірзаводський, Ключі, Красинськ, Ленінський, Новий, Пушкіно, Таргайський Дом Отдиха, Юр'євка, присілки Михайловка, Учул |
| Терсинська сільська рада     | -          | 1723                   | 8       | села Макаріха, Ячменюха, селища Загадне, Мутний, Осинове Поле, Увал, Усть-Аскарли, Усть-Нарик                                                                                                 |

2004 року селищні та сільські ради перетворено в сільські поселення, до складу району увійшли селища Карчагол та Підкорчияк, які перебували у складі Осинниківської міської ради.

## Населення
Населення — 50103 особи (2019; 50681 в 2010, 50812 у 2002).

## Адміністративний поділ
Станом на 2019 рік район адміністративно поділяється на 6 сільських поселень:
| Поселення                         | Площа, км² | Населення, осіб (2010) | К-ть НП | Населення, осіб (2019) | К-ть НП | Центр          |
| --------------------------------- | ---------- | ---------------------- | ------- | ---------------------- | ------- | -------------- |
| Атамановське сільське поселення   | -          | 5440                   | 5       | -                      | -       | Атаманово      |
| Безруковське сільське поселення   | -          | 2337                   | 6       | -                      | -       | Безруково      |
| Бунгурське сільське поселення     | -          | 4106                   | 11      | -                      | -       | Бунгур         |
| Єланське сільське поселення       | -          | 2255                   | 4       | -                      | -       | Єлань          |
| Загорське сільське поселення      | 668,05     | -                      | -       | 6675                   | 21      | Загорський     |
| Ільїнське сільське поселення      | -          | 4070                   | 5       | -                      | -       | Ільїнка        |
| Костьонковське сільське поселення | -          | 2432                   | 10      | -                      | -       | Костьонково    |
| Красулинське сільське поселення   | 640,77     | 4713                   | 13      | 12266                  | 22      | Красулино      |
| Кузедеєвське сільське поселення   | 3130,21    | 4165                   | 12      | 5453                   | 21      | Кузедеєво      |
| Куртуковське сільське поселення   | -          | 2700                   | 14      | -                      | -       | Куртуково      |
| Металургське сільське поселення   | -          | 3856                   | 4       | -                      | -       | Металургів     |
| Орловське сільське поселення      | -          | 632                    | 6       | -                      | -       | Красна Орловка |
| Сари-Чумиське сільське поселення  | -          | 1474                   | 9       | -                      | -       | Сари-Чумиш     |
| Сидоровське сільське поселення    | -          | 2463                   | 10      | -                      | -       | Сидорово       |
| Сосновське сільське поселення     | 743,60     | 3491                   | 14      | 6805                   | 28      | Сосновка       |
| Терсинське сільське поселення     | 5348,01    | 1596                   | 9       | 8261                   | 21      | Чистогорський  |
| Центральне сільське поселення     | 2508,92    | -                      | -       | 10642                  | 21      | Атаманово      |
| Чистогорське сільське поселення   | -          | 4951                   | 2       | -                      | -       | Чистогорський  |

2013 року були ліквідовані Бунгурське сільське поселення та Костьонковське сільське поселення, території утворили нове Загорське сільське поселення; ліквідовані Атамановське сільське поселення, Безруковське сільське поселення, Єланське сільське поселення та Орловське сільське поселення, території утворили нове Центральне сільське поселення; ліквідовані Ільїнське сільське поселення та Металлургське сільське поселення, території увійшли до складу Красулинського сільського поселення; ліквідовані Сидоровське сільське поселення та Чистогорське сільське поселення, території увійшли до складу Терсинського сільського поселення; ліквідоване Сари-Чумиське сільське поселення, територія увійшла до складу Кузедеєвського сільського поселення; ліквідоване Куртуковське сільське поселення, територія увійшла до складу Сосновського сільського поселення.

## Найбільші населені пункти
Нижче подано список населених пунктів за населення понад 1000 осіб:
| №  | Населений пункт | Населення, осіб (2002) | Населення, осіб (2010) |
| -- | --------------- | ---------------------- | ---------------------- |
| 1  | Чистогорський   | 4348                   | 4607                   |
| 2  | Кузедеєво       | 3536                   | 3609                   |
| 3  | Металургів      | 3191                   | 3317                   |
| 4  | Атаманово       | 2575                   | 2954                   |
| 5  | Сосновка        | 2140                   | 2430                   |
| 6  | Безруково       | 1879                   | 1814                   |
| 7  | Ільїнка         | 1725                   | 1708                   |
| 8  | Єлань           | 1645                   | 1704                   |
| 9  | Костьонково     | 1544                   | 1688                   |
| 10 | Степний         | 1728                   | 1681                   |
| 11 | Загорський      | 1492                   | 1632                   |
| 12 | Тальжино        | 1505                   | 1532                   |
| 13 | Красулино       | 1115                   | 1216                   |
| 14 | Сидорово        | 1070                   | 1071                   |
| 15 | Куртуково       | 932                    | 1067                   |